# توربية صدئة
توربية صدئة (الاسم العلمي: Pedomicrobium ferrugineum) هي نوع من البكتيريا يتبع جنس التوربية من فصيلة الخيطبيات.